# Eutanyacra rasnitsyni
Eutanyacra rasnitsyni är en stekelart som beskrevs av Heinrich 1978. Eutanyacra rasnitsyni ingår i släktet Eutanyacra och familjen brokparasitsteklar. Inga underarter finns listade i Catalogue of Life.